# Mahnomen County
Das Mahnomen County ist ein County im US-amerikanischen Bundesstaat Minnesota. Im Jahr 2020 hatte das County 5411 Einwohner und eine Bevölkerungsdichte von 3,8 Einwohnern pro Quadratkilometer. Der Verwaltungssitz (County Seat) ist Mahnomen.
Das gesamte County liegt innerhalb der White Earth Indian Reservation der Anishinabe.

## Geografie
Das County liegt im mittleren Nordwesten von Minnesota und ist im Westen etwa 80 km von North Dakota entfernt. Es hat eine Fläche von 1510 Quadratkilometern, wovon 70 Quadratkilometer Wasserfläche sind.
Von Ost nach West wird das County vom Wild Rice River durchflossen, einem rechten Nebenfluss des Red River of the North.
An das Mahnomen County grenzen folgende Nachbarcountys:
|               | Polk County   |                   |
| Norman County |               | Clearwater County |
|               | Becker County |                   |

## Geschichte
Das Mahnomen County wurde am 27. Dezember 1906 aus Teilen des Norman County gebildet. Benannt wurde es nach dem indianischen Wort für Wilder Reis.

## Demografische Daten
Nach der Volkszählung im Jahr 2010 lebten im Mahnomen County 5413 Menschen in 2007 Haushalten. Die Bevölkerungsdichte betrug 3,8 Einwohner pro Quadratkilometer. In den 2007 Haushalten lebten statistisch je 2,65 Personen.
Ethnisch betrachtet setzte sich die Bevölkerung zusammen aus 50,6 Prozent Weißen, 0,4 Prozent Afroamerikanern, 40,0 Prozent amerikanischen Ureinwohnern, 0,2 Prozent Asiaten sowie aus anderen ethnischen Gruppen; 8,9 Prozent stammten von zwei oder mehr Ethnien ab. Unabhängig von der ethnischen Zugehörigkeit waren 2,4 Prozent der Bevölkerung spanischer oder lateinamerikanischer Abstammung.
29,8 Prozent der Bevölkerung waren unter 18 Jahre alt, 54,8 Prozent waren zwischen 18 und 64 und 15,4 Prozent waren 65 Jahre oder älter. 49,7 Prozent der Bevölkerung war weiblich.

Das jährliche Durchschnittseinkommen eines Haushalts lag bei 39.385 USD. Das Pro-Kopf-Einkommen betrug 18.533 USD. 26,4 Prozent der Einwohner lebten unterhalb der Armutsgrenze.

## Ortschaften im Mahnomen County
Citys
- Bejou
- Mahnomen
- Waubun

Census-designated places (CDP)
| - Beaulieu - Midway - Naytahwaush | - Pine Bend - Riverland - Roy Lake1 | - The Ranch - Twin Lakes - West Roy Lake |

1 – teilweise im Clearwater County

## Gliederung
Das Mahnomen County ist neben den drei City in 16 Townships eingeteilt:
| Township             | Einwohner (2010) | FIPS     |
| -------------------- | ---------------- | -------- |
| Beaulieu Township    | 108              | 27-04366 |
| Bejou Township       | 79               | 27-04690 |
| Chief Township       | 96               | 27-11314 |
| Clover Township      | 121              | 27-12250 |
| Gregory Township     | 74               | 27-25946 |
| Heier Township       | 143              | 27-28232 |
| Island Lake Township | 233              | 27-31418 |
| La Garde Township    | 162              | 27-33956 |

| Township              | Einwohner (2010) | FIPS     |
| --------------------- | ---------------- | -------- |
| Lake Grove Township   | 189              | 27-34424 |
| Little Elbow Township | 259              | 27-37530 |
| Marsh Creek Township  | 152              | 27-40742 |
| Oakland Township      | 295              | 27-47806 |
| Pembina Township      | 707              | 27-50218 |
| Popple Grove Township | 139              | 27-52054 |
| Rosedale Township     | 135              | 27-55618 |
| Twin Lakes Township   | 818              | 27-65929 |